# Nigel Maitland Wilson
Nigel Maitland Wilson, britanski general, * 1884, † 1950.